# East of the Mountains
East of the Mountains ist ein Filmdrama von S.J. Chiro, das im April 2021 beim Seattle International Film Festival seine Premiere feierte und am 24. September 2021 in die US-Kinos kam. Der Film basiert auf dem gleichnamigen Roman von David Guterson.

## Handlung
Der pensionierte Kardiologe Ben Givens lebt in Seattle und wurde vor kurzem Witwer. Nachdem er nun selbst eine Krebsdiagnose erhalten hat, will er auch seinem Leben ein Ende setzen. Seiner Tochter Renee, die als Tierärztin arbeitet, erzählt er, er wolle für ein paar Tage auf der anderen Seite der Cascade Mountains auf die Jagd gehen.
So begibt sich Ben in seinem Ford mit seinem Hund Rex und einer Schrotflinte nach East-Washington. Unterwegs hat er Probleme mit dem SUV, doch ein paar junge Kletterer helfen ihm. Endlich in der Wildnis angekommen, erinnert ihn die Landschaft an seine verstorbene Rachel.

## Literarische Vorlage
„Ihm wurde bewußt, daß er leben wollte. Er wollte diese Welt, keine andere. Er kannte keine schönere Welt.“

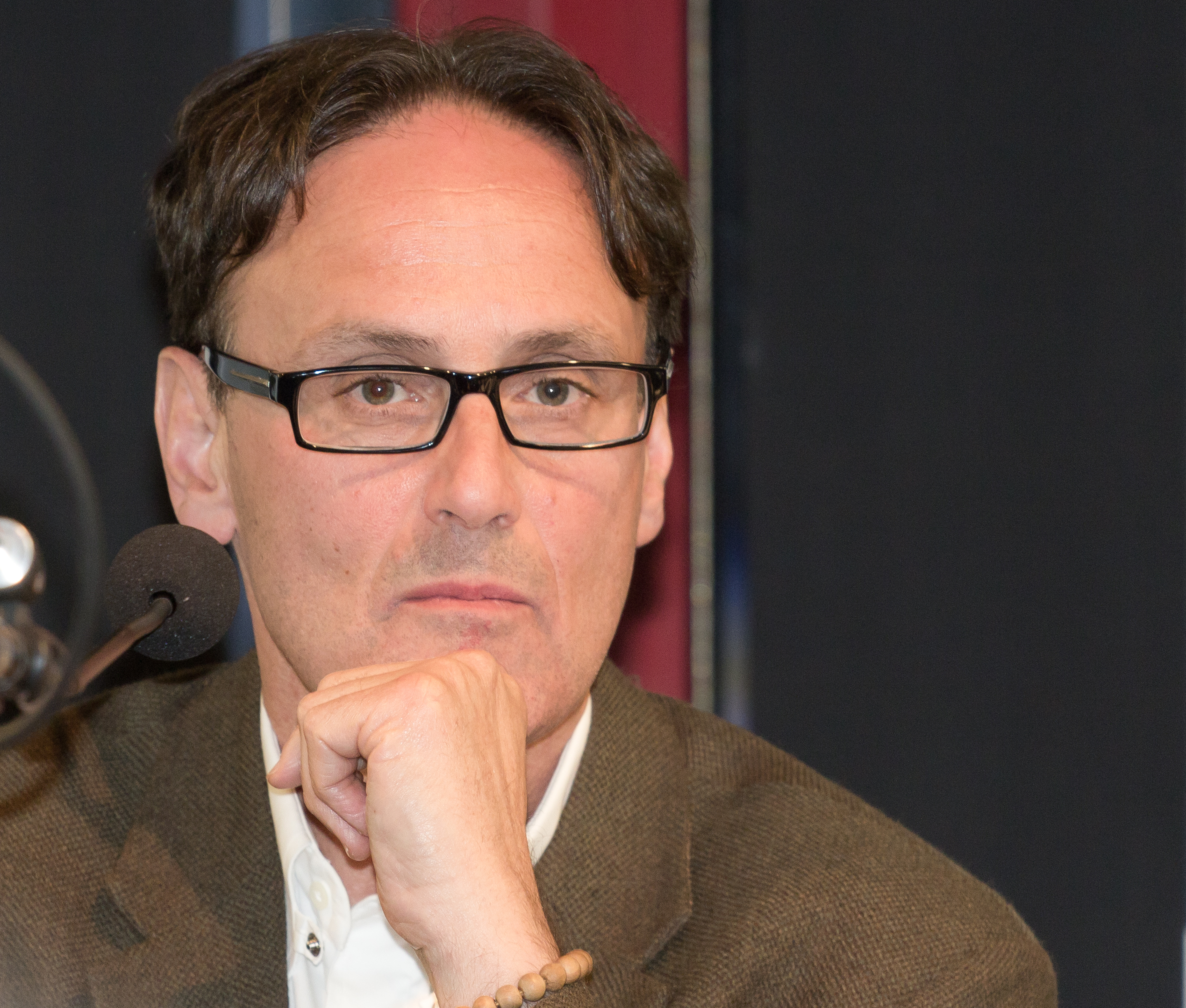
Der Film basiert auf dem Roman East of the Mountains von David Guterson

Der Film basiert auf dem Roman East of the Mountains von David Guterson, der 1999 im Berlin Verlag in einer deutschen Übersetzung von Susanne Höbel unter dem Titel Östlich der Berge: Roman veröffentlicht wurde.
David Guterson wurde in Seattle geboren, wo auch Ben Givens lebt und in diesem pazifischen Nordwestens der zum Handlungsort seiner Geschichten wurde. Im Jahr 1984 entfloh er selbst der Hektik der Großstadt auf eine kleine Insel im Puget Sound und lebt seitdem mit seiner Frau und den gemeinsamen vier Kindern auf Bainbridge Island in der Nähe von Seattle.
In seinen Büchern widmet sich Guterson mit einem unverwechselbar lyrischen Erzählstil den großen, moralischen menschlichen Fragen, wobei die magische Natur des amerikanischen Nordwestens seinen beschriebenen Figuren oftmals als emotionaler Rückzugsort dient. Gleich mit seinem ersten Kriminal- und Sozialroman Schnee, der auf Zedern fällt um Erdbeerfarmer und Japaner an der Küste Washington, für den er den PEN/Faulkner Award und den Schwedischen Krimipreis erhielt, schaffte Guterson 1994 den Durchbruch und wurde weltweit bekannt. Der Roman wurde 1999 von Scott Hicks mit Ethan Hawke, Sam Shepard, Max von Sydow und Youki Kudoh in den Hauptrollen verfilmt.

## Produktion
Gutersons Roman wurde von Thane Swigart für den Film adaptiert. Regie führte S.J. Chiro. Es handelt sich nach einigen Kurzfilmen um ihr Spielfilmdebüt.

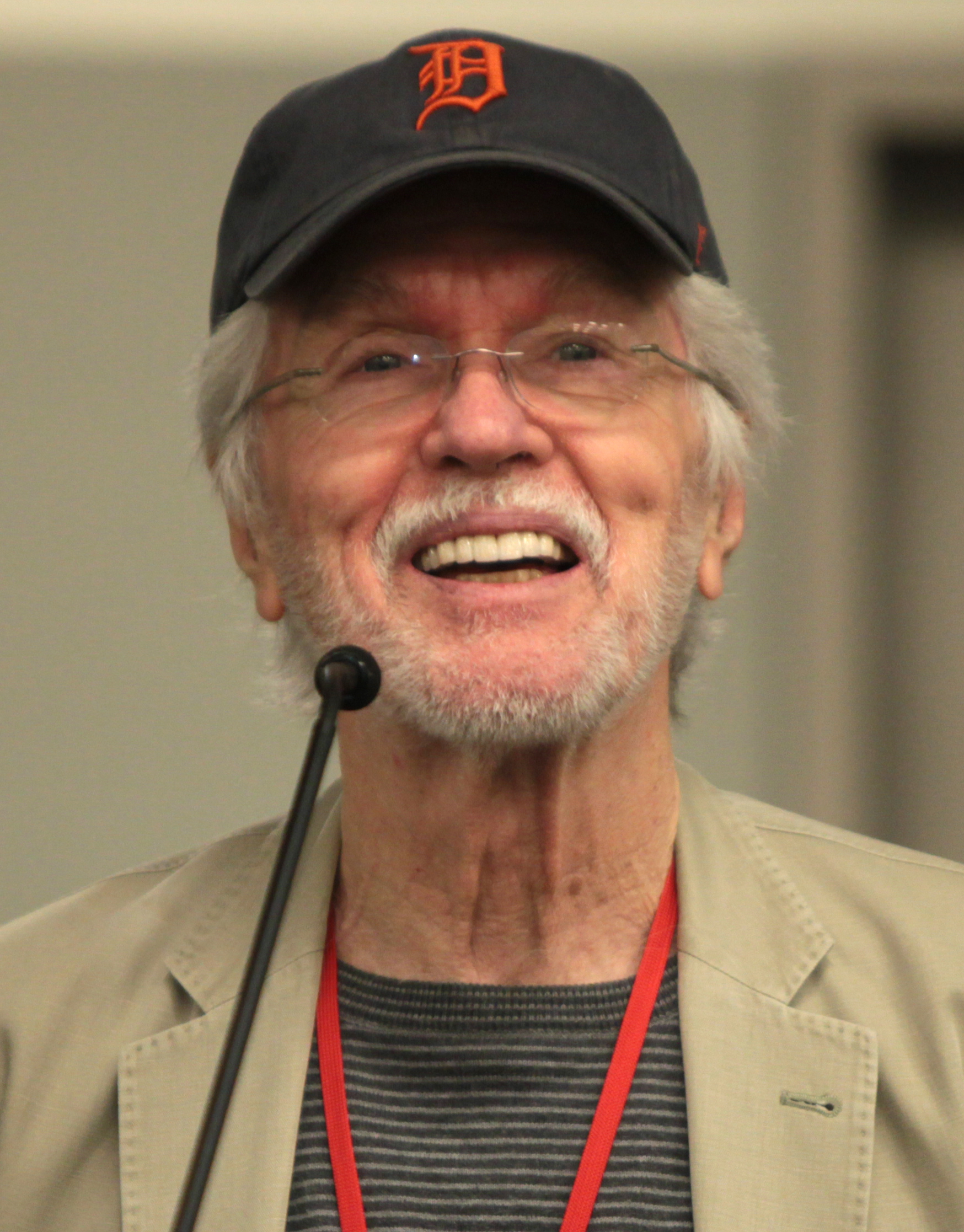
Tom Skerritt spielt in der Hauptrolle Ben Givens

Tom Skerritt spielt in der Hauptrolle Ben Givens. Als junger Mann wird er von Jule Johnson verkörpert. Victoria Summer Felix spielt in Rückblenden seine verstorbene Ehefrau Rachel, Mira Sorvino ihre gemeinsame Tochter Renee. Annie Gonzalez spielt die Tierärztin Anita Romero, die Ben auf seiner Tour durch die Cascade Mountains trifft. Wally Dalton spielt Bens Bruder Aidan Givens.
Die Dreharbeiten fanden zwischen Juni und Juli 2019 statt. Nachdem anfänglich die meisten Szenen in Ost-Washington, unter anderem im Columbia Plateau, gedreht wurden, fanden sie ab Ende Juni in Ballard und Wallingford statt. Als Kameramann fungierte Sebastien Scandiuzzi.
East of the Mountains wurde erstmals am 9. April 2021 im Rahmen des virtuellen Seattle International Film Festivals gezeigt. Hier wurde Tom Skerritt mit dem Cinema Award ausgezeichnet. Am 24. September 2021 kam der Film in ausgewählte US-Kinos. Am 24. November 2022 soll der Film von Dolphin/Plaion Pictures in Deutschland als Blu-ray veröffentlicht werden.

## Rezeption

### Kritiken
Von den bei Rotten Tomatoes erfassten Kritiken sind bislang alle positiv bei einer durchschnittlichen Bewertung von 7,2 der möglichen 10 Punkte.

### Auszeichnungen
Satellite Awards 2021
- Nominierung als Bester Film
- Nominierung als Bester Hauptdarsteller (Tom Skerritt)[21]